# Де Пер (Висконсин)
Де Пер (енгл. De Pere) град је у америчкој савезној држави Висконсин.

## Демографија
По попису из 2010. године број становника је 23.800, што је 3.241 (15,8%) становника више него 2000. године.
| Група             | 2000.          | 2010.          |
| Белци             | 19.738 (96,0%) | 22.082 (92,8%) |
| Афроамериканци    | 110 (0,5%)     | 212 (0,9%)     |
| Азијати           | 155 (0,8%)     | 350 (1,5%)     |
| Хиспаноамериканци | 202 (1,0%)     | 511 (2,1%)     |
| Укупно            | 20.559         | 23.800         |